# Ньютон (округ, Джорджия)
Нью́тон (англ. Newton County) — округ штата Джорджия, США. Население округа на 2010 год составляло 99 958 человек. Административный центр округа — город Ковингтон.

## История
Округ Ньютон основан 24 декабря в 1821 году. Назван в честь сержанта Джона Ньютона, служившего при генерале Фрэнсисе Мэрионе во время Войны за независимость США. Граничит с округом Джаспер, Джорджия. Большая часть округа расположена в бассейне рек Окони и Окмалги.

## География
Округ занимает площадь 714.8 км².

## Демография
Согласно Бюро переписи населения США, в округе Ньютон в 2000 году проживало 62 001 человек. Плотность населения составляла 86,7 человек на квадратный километр.